# Rebecca Hall
Rebecca Maria Hall (Londres, 3 de maig de 1982) és una actriu anglesa de cinema i televisió. És filla del director Peter Hall i la soprano estatunidenca Maria Ewing.
Guardonada en el Regne Unit, el seu primer llargmetratge que la va donar a conèixer a nivell internacional va ser Vicky Cristina Barcelona, de Woody Allen. El juny de 2010, va guanyar el premi BAFTA a la millor actriu de repartiment per la seva interpretació de Paula Garland en l'adaptació televisiva de Red Riding, de l'any 2009.